# Rohr-Pfeifengras
Das Rohr-Pfeifengras (Molinia arundinacea) ist eine Pflanzenart aus der Gattung der Pfeifengräser (Molinia) innerhalb der Familie der Süßgräser (Poaceae). Weitere Trivialnamen sind Großes Pfeifengras oder Hohes Pfeifengras.

## Beschreibung

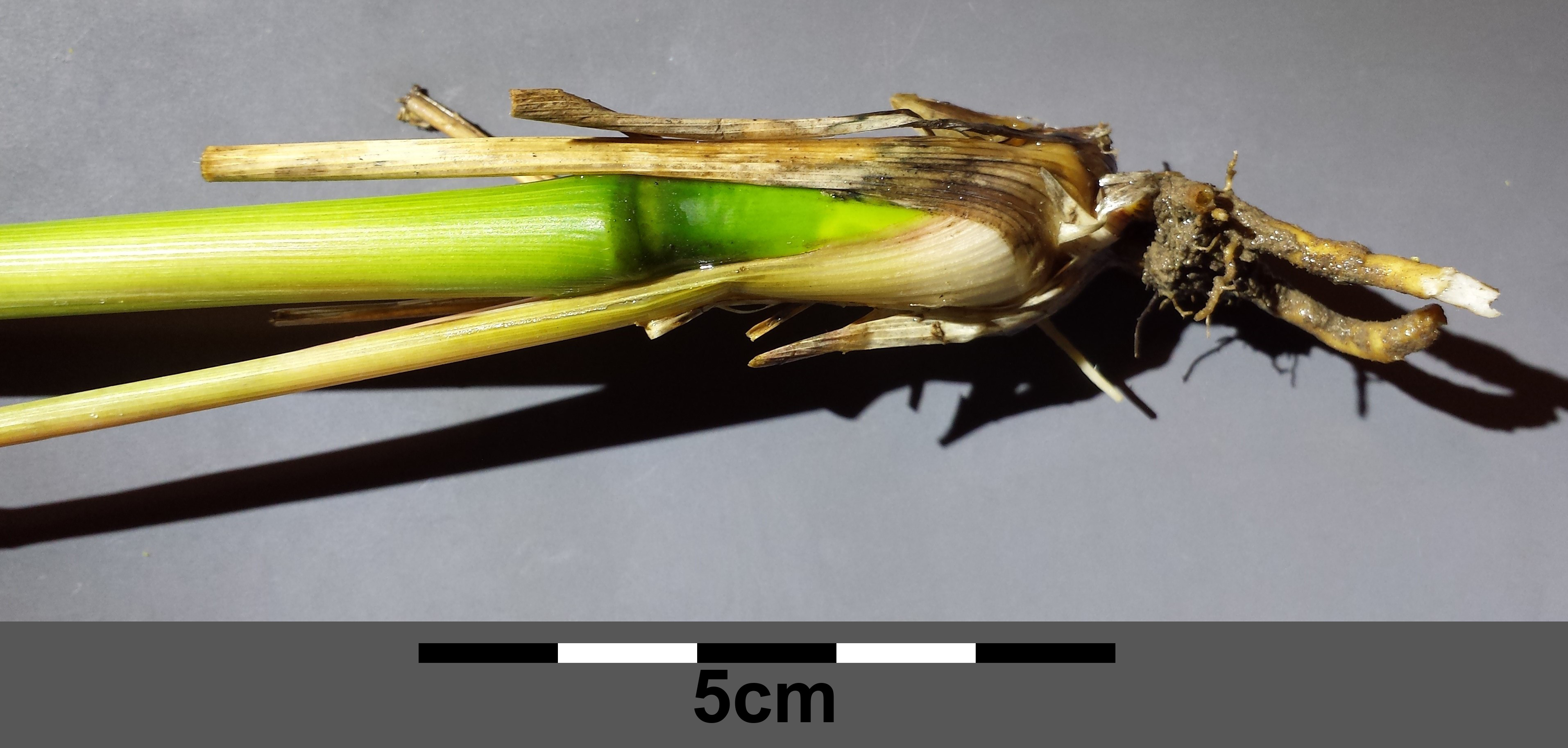
Verdickter Stängelgrund mit oberstem Knoten

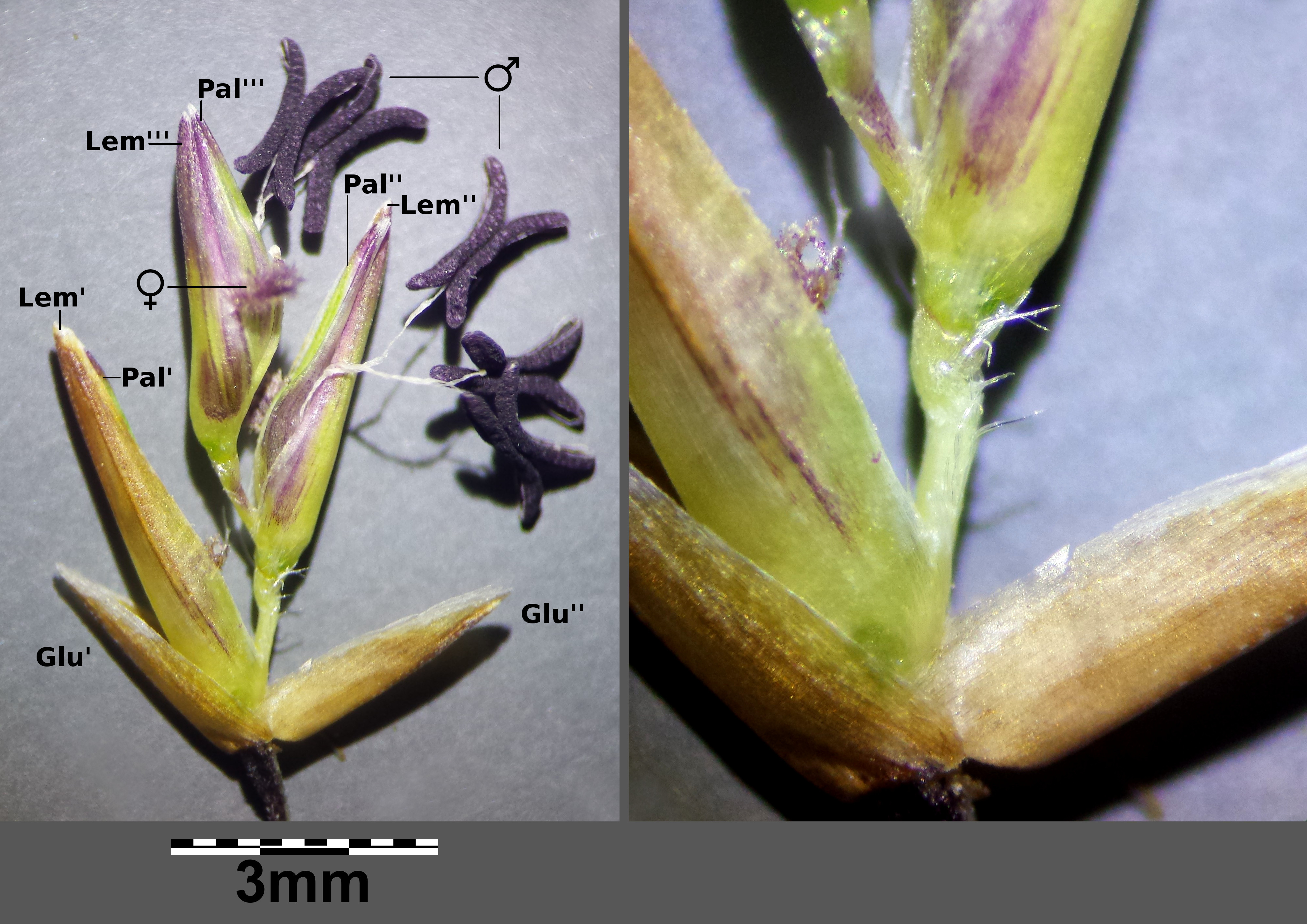
Ährchen mit Hüllspelzen (Glu), behaarter Achse und mehreren Blüten mit Deckspelzen (Lem), Vorspelzen (Pal) und weiblichen und männlichen Organen.

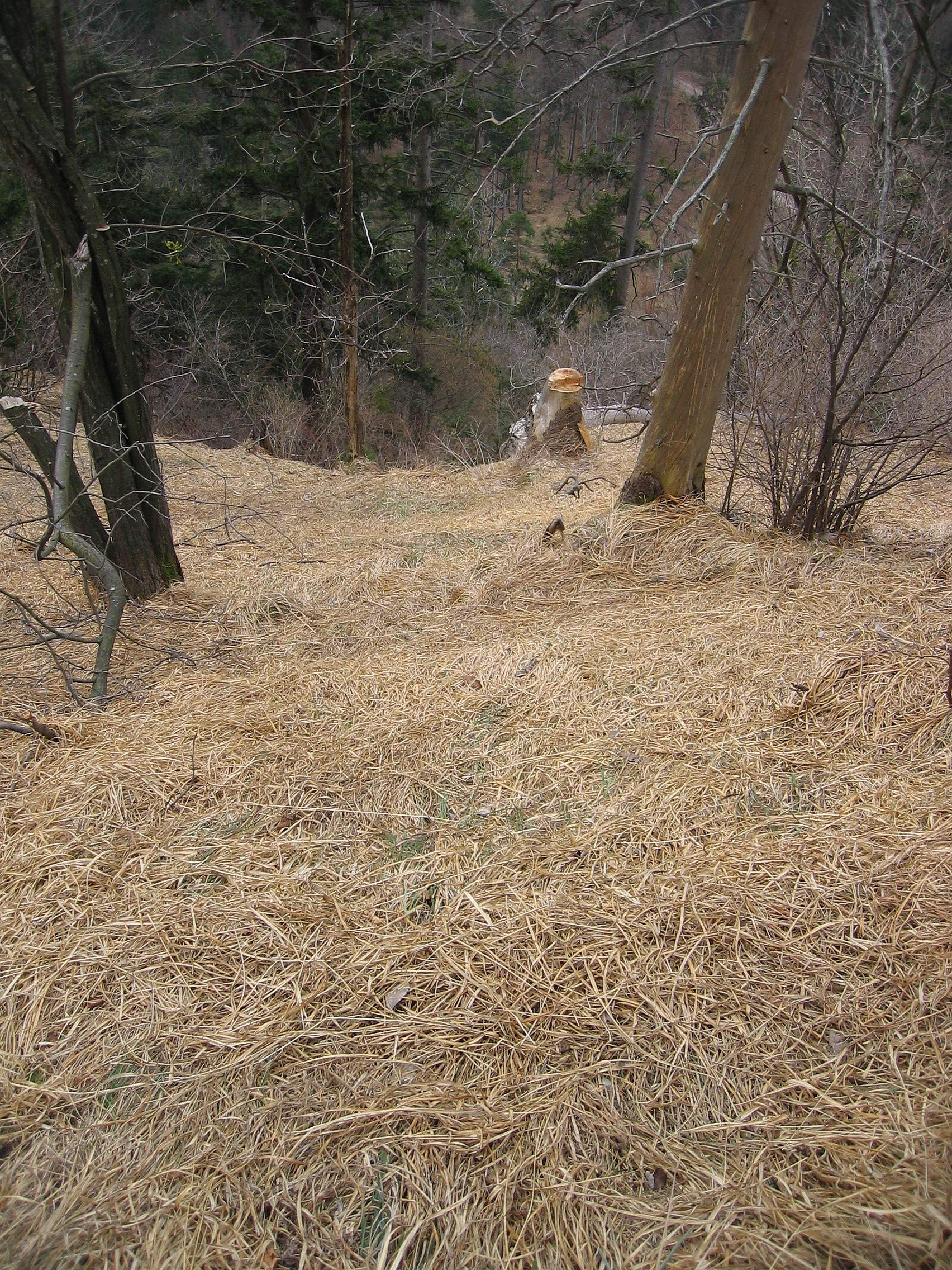
Rohr-Pfeifengras im Frühjahr

### Vegetative Merkmale
Das Rohr-Pfeifengras ist eine ausdauernde krautige Pflanze und erreicht Wuchshöhen von 100 bis 200, selten bis zu 250 Zentimetern. Dieses Gras bildet durch zahlreiche, außerhalb der untersten Blattscheiden emporwachsende Erneuerungssprosse große Horste. Im unteren Teil des Halmes befinden sich zwei bis drei dicht übereinanderstehende sowie ein weiterer, 2 bis 4 Zentimeter entfernter Knoten. Das oberste Halmglied umfasst beinahe die gesamte Länge des Halmes und ist unbeblättert.
Die Blattscheiden sind kahl. Ein dichter Wimpernkranz aus 0,5 Millimeter langen Haaren bildet die Blatthäutchen (Ligula). Die derben Blattspreiten sind 40 bis 60 Zentimeter lang und 8 bis 12, selten bis zu 18 Millimeter breit. Die Laubblätter verfärben sich im Herbst leuchtend orange-bräunlich und sind dann weithin sichtbar.

### Generative Merkmale
Die Blütezeit reicht von Juli bis September. Die rispigen Blütenstände sind 30 bis 60 Zentimeter lang und sind zur Anthese locker und ausgebreitet, wobei die Seitenäste 8 bis 20 Zentimeter lang sind. Die 6 bis 9 Millimeter langen und meist violett überlaufenen Ährchen enthalten zwei bis vier Blüten. Die Ährchenstiele sind 2 bis 6 Millimeter lang und rau. Die Hüllspelzen sind untereinander fast gleich, einnervig und 3 bis 5,5 Millimeter lang. Die Deckspelzen sind 3 bis 5-nervig, 4,5 bis 7 Millimeter lang, kahl und über dem Mittelnerv rau. Die Vorspelzen sind häutig, zweinervig und 4,5 bis 6,5 Millimeter lang. Die Staubbeutel sind 2,5 bis 3,5 Millimeter lang.
Die Chromosomenzahl beträgt 2n = 90.

## Vorkommen
Das Rohr-Pfeifengras ist in Europa weitverbreitet und kommt auch im Kaukasus vor. Die Westgrenze der Art liegt in Frankreich im Département du Rhone; die Südgrenze liegt am Südfuß der Alpen und verläuft über Bosnien bis Siebenbürgen. Im nördlichen Europa fehlt die Art (Ausnahme Estland).
In Deutschland kommt das Rohr-Pfeifengras zerstreut im südlichen Teil vor. Es steigt im Schwarzwald bis in Höhenlagen von 1280 Metern und in den Alpen bis 2000 Metern auf. In den Allgäuer Alpen steigt es in Bayern an der Höfats am Falkenberg-Südwesthang über der Dietersbacher Alpe bis etwa 1750 Meter Meereshöhe auf.
In Tirol erreicht es im Zemmtal im Windeggkar 2000 Meter. In Österreich ist es zerstreut in allen Bundesländern von der collinen bis subalpinen Höhenstufe verbreitet.
Als Standort werden wechselfeuchte bis wechseltrockene, magere, basenreiche und oft kalkhaltige, humusarme Lehmböden oder undurchlässige Silikatböden bevorzugt; es wächst aber auch auf Kies. Es gedeiht in Laub- und Nadelwäldern, an Waldrändern und oft an steilen Hängen. Auf den niedergedrückten Laubblättern dieser Art kann im Winter der Schnee großflächig abrutschen (Rutschhänge). Die Art kommt oft im Cirsio tuberosi-Molinietum arundinaceae, aber auch in Gesellschaften der Verbände Erico-Pinion, Mesobromion, Caricion ferrugineae, Quercion roboris oder der Ordnung Origanetalia vor.
Die ökologischen Zeigerwerte nach Landolt et al. 2010 sind in der Schweiz: Feuchtezahl F = 3w+ (mäßig feucht aber stark wechselnd), Lichtzahl L = 3 (halbschattig), Reaktionszahl R = 2 (sauer), Temperaturzahl T = 3 (montan), Nährstoffzahl N = 2 (nährstoffarm), Kontinentalitätszahl K = 2 (subozeanisch).

## Taxonomie und Systematik
Das Rohr-Pfeifengras wurde 1789 durch Franz von Paula von Schrank in Baiersche Flora Band 1, S. 336 als Molinia arundinacae erstbeschrieben. Synonyme von Molinia arundinacea Schrank sind Molinia altissima Link, Molinia litoralis Host und Molinia caerulea subsp. arundinacea (Schrank) H.K.G. Paul.
Molinia arundinacea Schrank wird manchmal als Synonym von Molinia caerulea (L.) Moench betrachtet, wenn beide zusammen nur als eine Art betrachtet werden.
Man kann 2 Unterarten unterscheiden:
- Molinia arundinacea subsp. arundinacea
- Molinia arundinacea subsp. freyi Dančák: Sie wurde 2012 aus Ungarn neu beschrieben.[3]

## Nutzung
Das Rohr-Pfeifengras wird oft in botanischen Gärten kultiviert.

### Kultursorten
- ‘Karl Foerster’ (sehr gute Herbstfärbung, bis 200 cm Blütenstandshöhe, breite Blätter)
- ‘Windspiel’ (gelbe Herbstfärbung, straff aufrecht, bis 250 cm hoch)
- ‘Transparent’ (bis 180 cm Blütenstandshöhe, graziler Wuchs)